# Melanoidina
Melanoidinas é uma família de compostos químicos que são formados quando açúcar e amino-ácidos se combinam (através da reação de Maillard) a temperatura em torno de 100°C. Melanoidinas estão comumente presentes que sofrem alguma forma de quebra não enzimática, tais como malte de cevada e pão tostados. Eles também estão presentes em refinarias de açúcar refinado, necessitando de tratamento de forma a evitar contaminação devido a efusão desse refinados.
Estas substâncias são responsáveis, em parte, pela percepção da qualidade dos alimentos, ao influenciar a cor, odor e sabor.